# Tolmács (település)
Tolmács (szlovákul: Tolmáčovce vagy Tlmačovce) község Nógrád vármegyében, a Rétsági járásban.

## Fekvése
Tolmács Budapesttől 54 kilométerre északra a Jenői- és a Tolmácsi-patak kelet-nyugati irányú völgyében fekszik, a 2-es főútról Rétság előtt nyugat felé, a 12 121-es úton, vagy Rétságon belül szintén nyugat felé lekanyarodva egy alsóbbrendű önkormányzati úton érhető el. [Határszélét érinti még a 2-es főúttól Diósjenőig vezető 12 122-es út is.] A vasúti kapcsolata (a Diósjenő–Romhány-vasútvonal) 2007. március 4-étől ideiglenesen megszűnt.

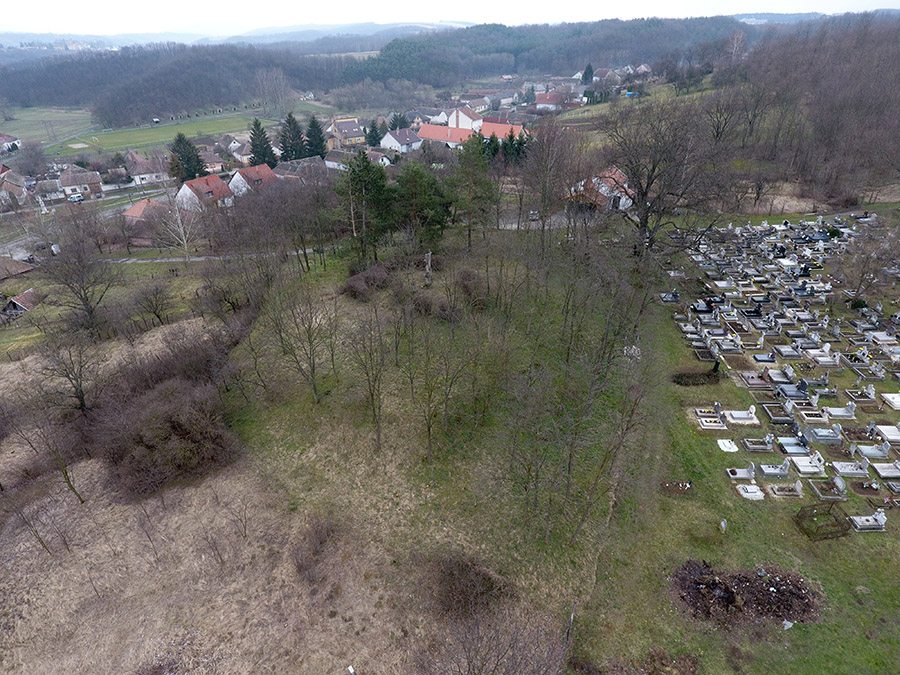
Tolmács, Kálváriadomb - légi fotó

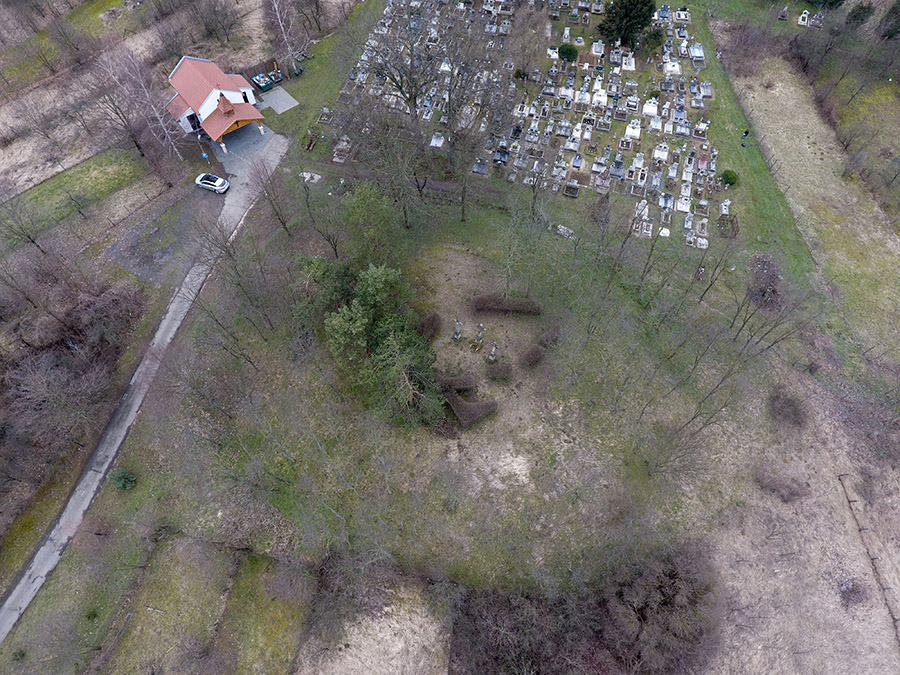
Tolmács, Kálváriadomb a magasból

## Története
Tolmács nevét a honfoglalás után egy évszázaddal a Kárpát-medencébe települt egyik besenyő törzsről, a talmácsokról kapta. Az Árpád-korban a Szent János Lovagrendnek volt erődített rendháza a mai Kálváriadomb területén, erre vonatkozó okleveles adat 1274-ből van. Ekkor még nem létezett mai helyén a falu, az csak a 14. században települt oda. A falu 1393-ban a Losonczy család birtokában volt. A Kálváriadombon lévő johannita templom falai 1845-ben dőltek össze. Helyette a Pyber féle 18. századi kastély átalakításával hozták létre 1851 és 1854 között a falu jelenlegi római katolikus templomát. A 18. században épült barokk stílusú Szentiványi-kastély jelenleg elhanyagoltan árválkodik a falu közepén. A vasutat 1909-ben építették ki.

## Közélete

### Polgármesterei
- 1990–1994: …
- 1994–1998: Szász László (Demokrata Koalíció)[3]
- 1998–2002: Havai László (független)[4]
- 2002–2006: Havai László (független)[5]
- 2006–2010: Hajnis Ferenc (független)[6]
- 2010–2014: Hajnis Ferenc (Fidesz-KDNP)[7]
- 2014–2019: Hajnis Ferenc (Fidesz-KDNP)[8]
- 2019–2024: Hajnis Ferenc (független)[9]
- 2024– : Dávid Martin (független)[1]

## Népesség
A település népességének változása:
| Lakosok száma | 756  | 756  | 744  | 758  | 768  | 697  | 678  |
|               | 2013 | 2014 | 2015 | 2021 | 2022 | 2023 | 2024 |

2001-ben a település lakosságának közel 100%-a magyar nemzetiségűnek vallotta magát.
A 2011-es népszámlálás során a lakosok 86,4%-a magyarnak, 0,4% németnek, 0,4% románnak mondta magát (13,6% nem nyilatkozott; a kettős identitások miatt a végösszeg nagyobb lehet 100%-nál). A vallási megoszlás a következő volt: római katolikus 64,7%, református 3,4%, evangélikus 0,8%, görögkatolikus 0,5%, felekezeten kívüli 9,7% (20,1% nem nyilatkozott).
2022-ben a lakosság 93,8%-a vallotta magát magyarnak, 1,2% németnek, 0,3% cigánynak, 0,1-0,1% románnak, ruszinnak, ukránnak, lengyelnek és szerbnek, 2,2% egyéb, nem hazai nemzetiségűnek (6% nem nyilatkozott; a kettős identitások miatt a végösszeg nagyobb lehet 100%-nál). Vallásuk szerint 43,8% volt római katolikus, 3,8% református, 1,3% evangélikus, 0,1% görög katolikus, 0,1% ortodox, 0,3% egyéb keresztény, 1% egyéb katolikus, 11,7% felekezeten kívüli (37,6% nem válaszolt).

## Nevezetességei

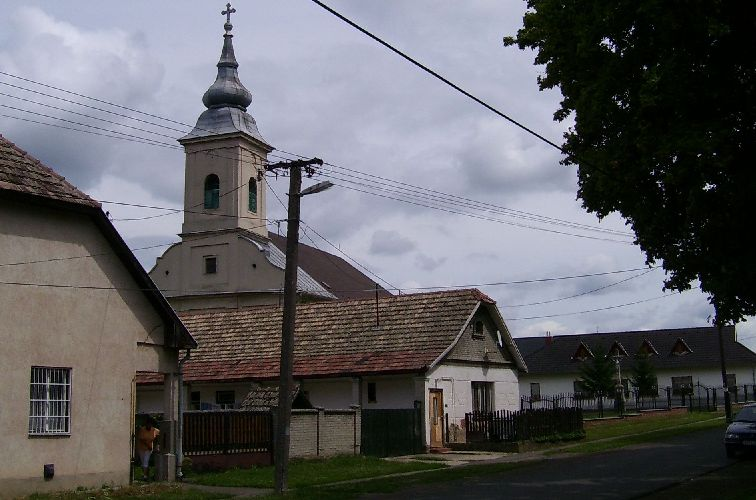
A római katolikus templom
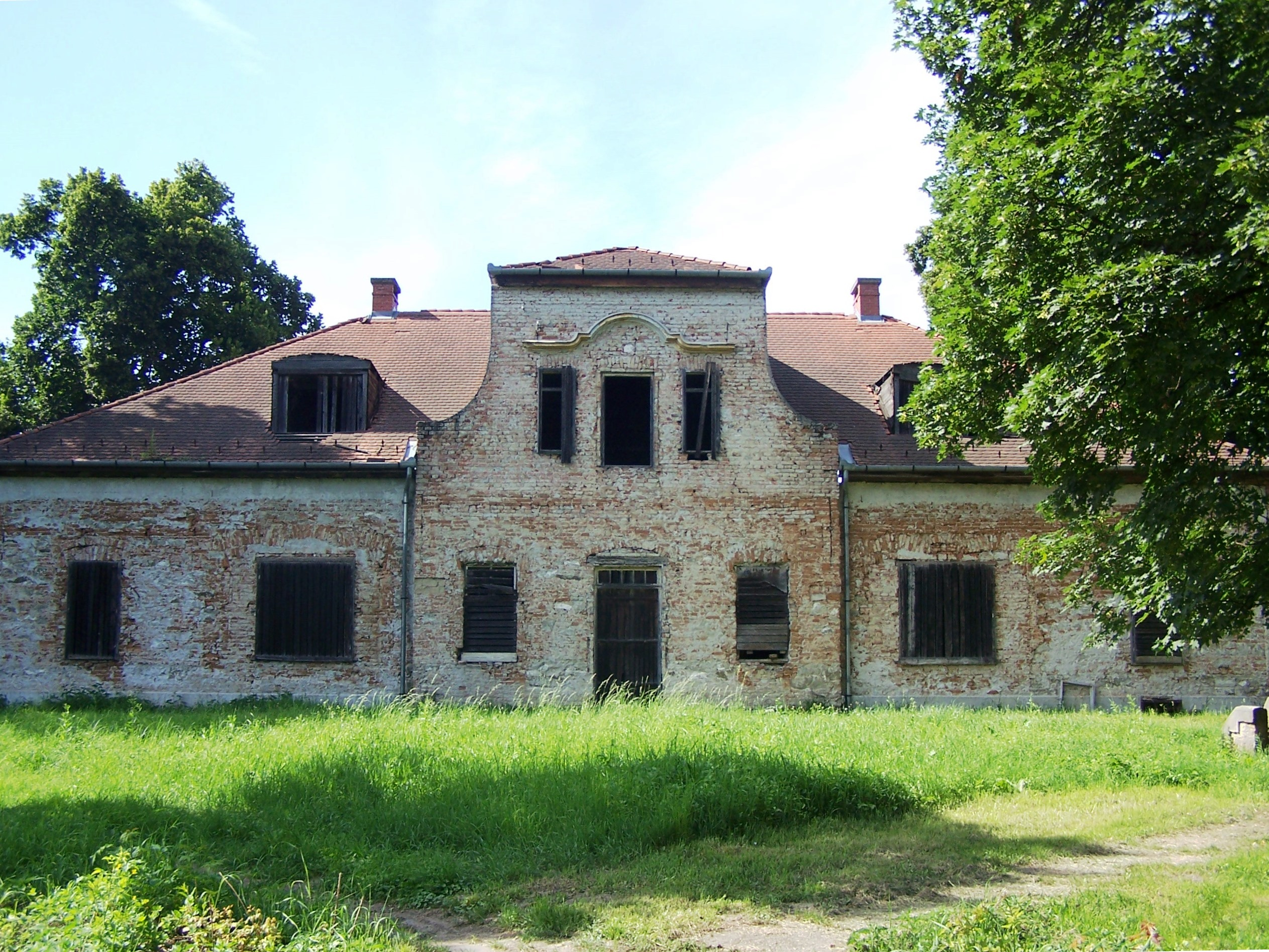
Az azóta már felújított Szentiványi-kastély 2010-ben
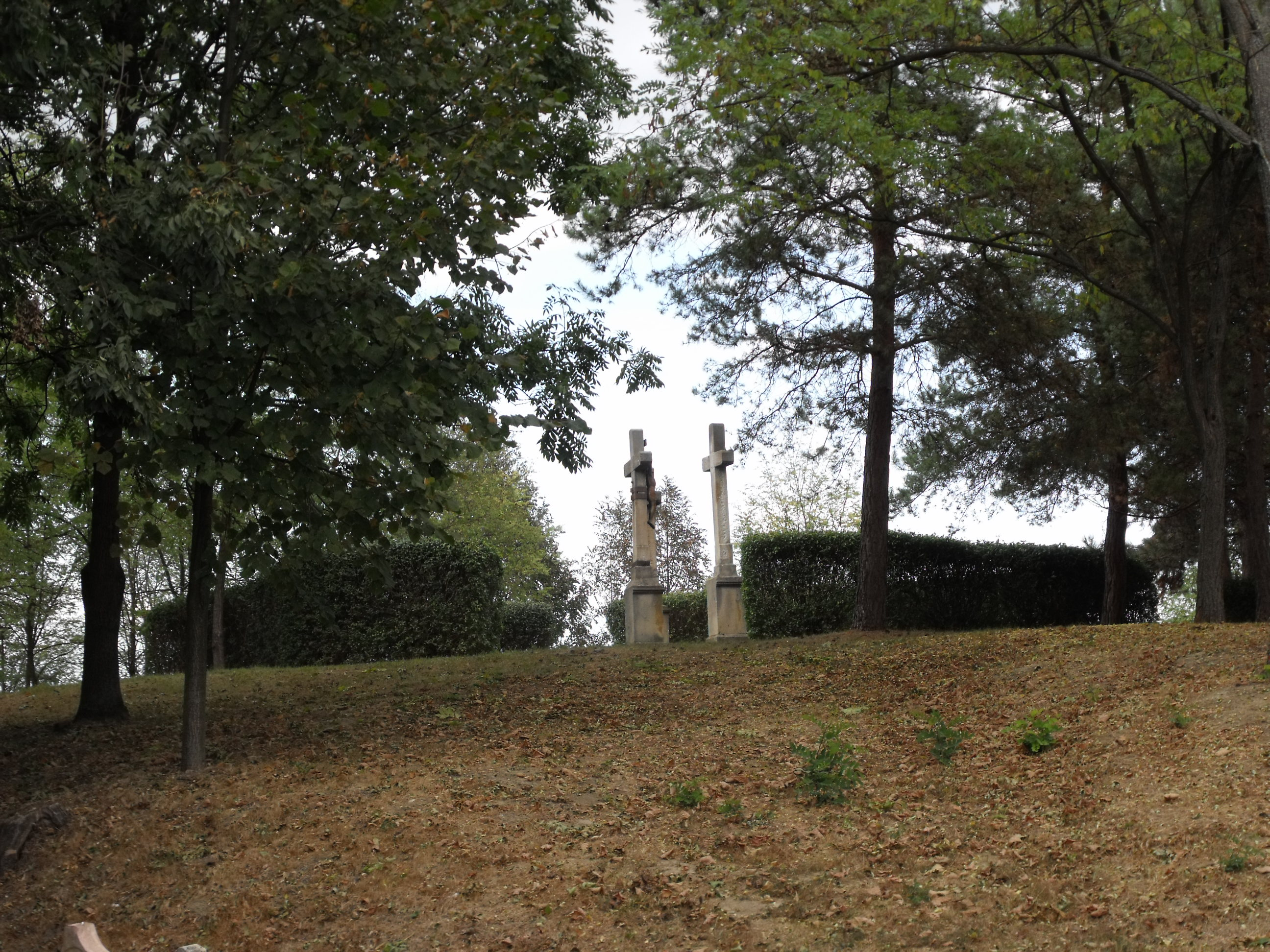
Tolmácsi kálváraidomb
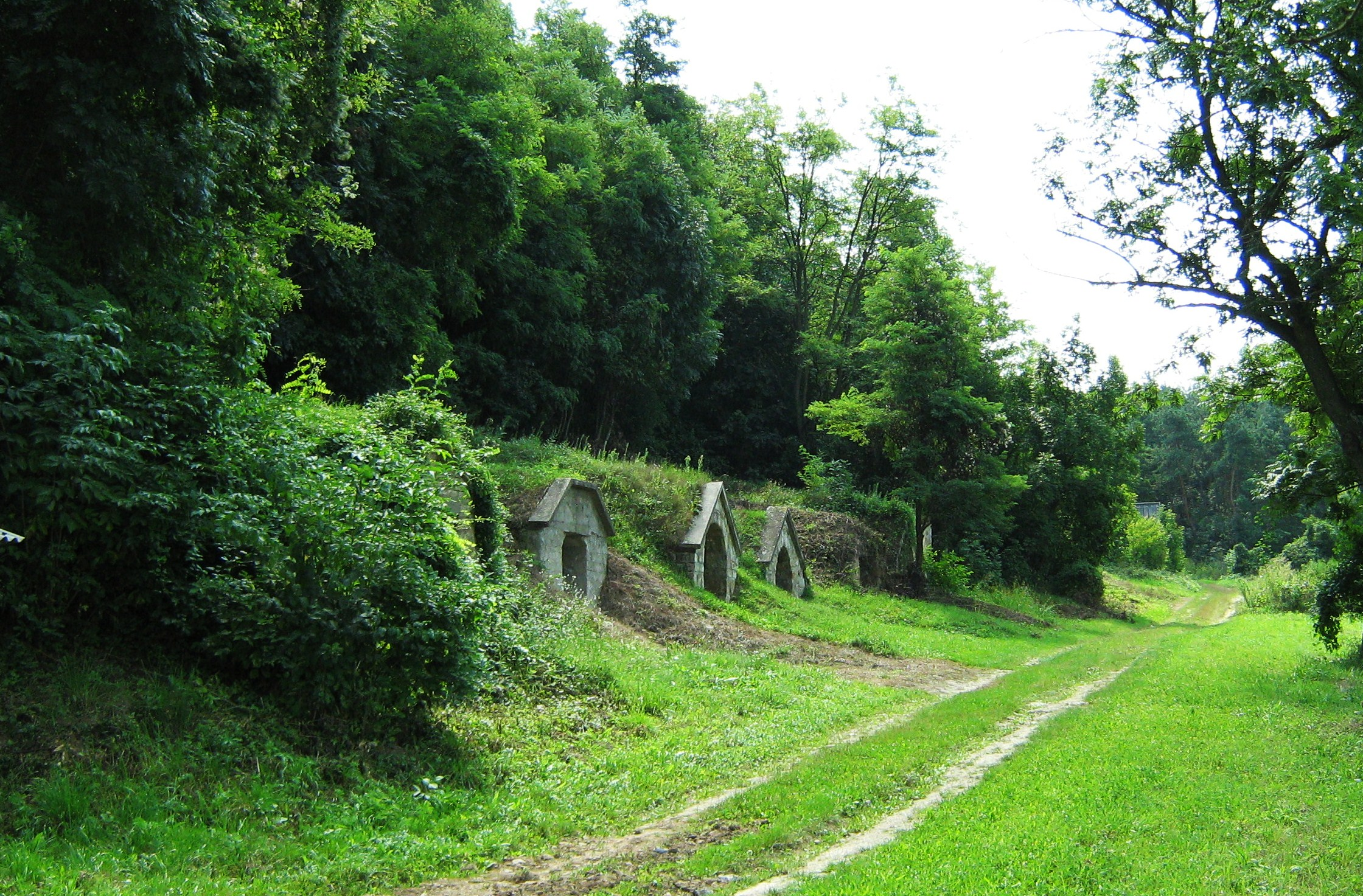
Tolmácsi pincesor
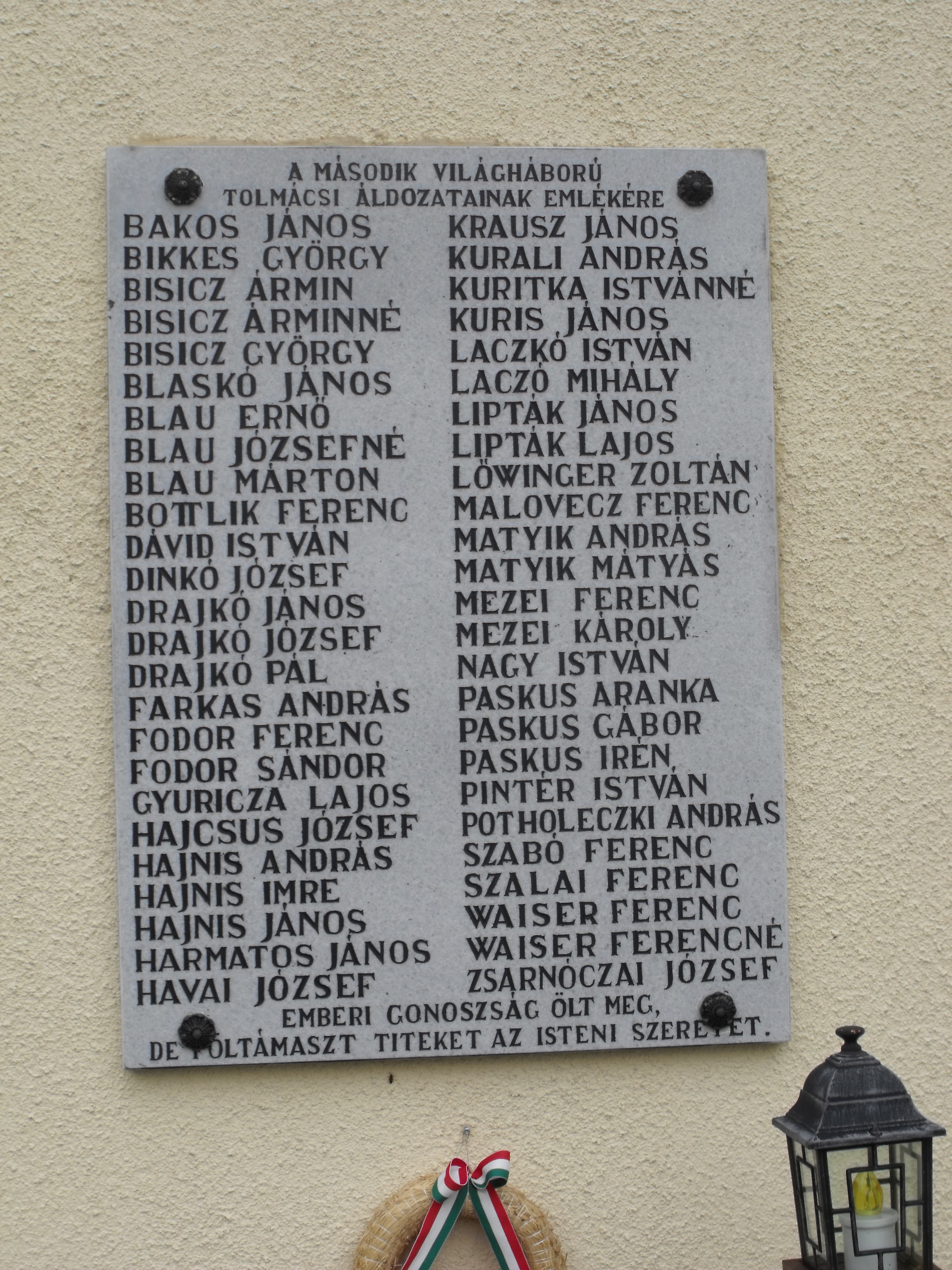
Emléktábla a második világháború áldozatairól a tolmácsi templom falán
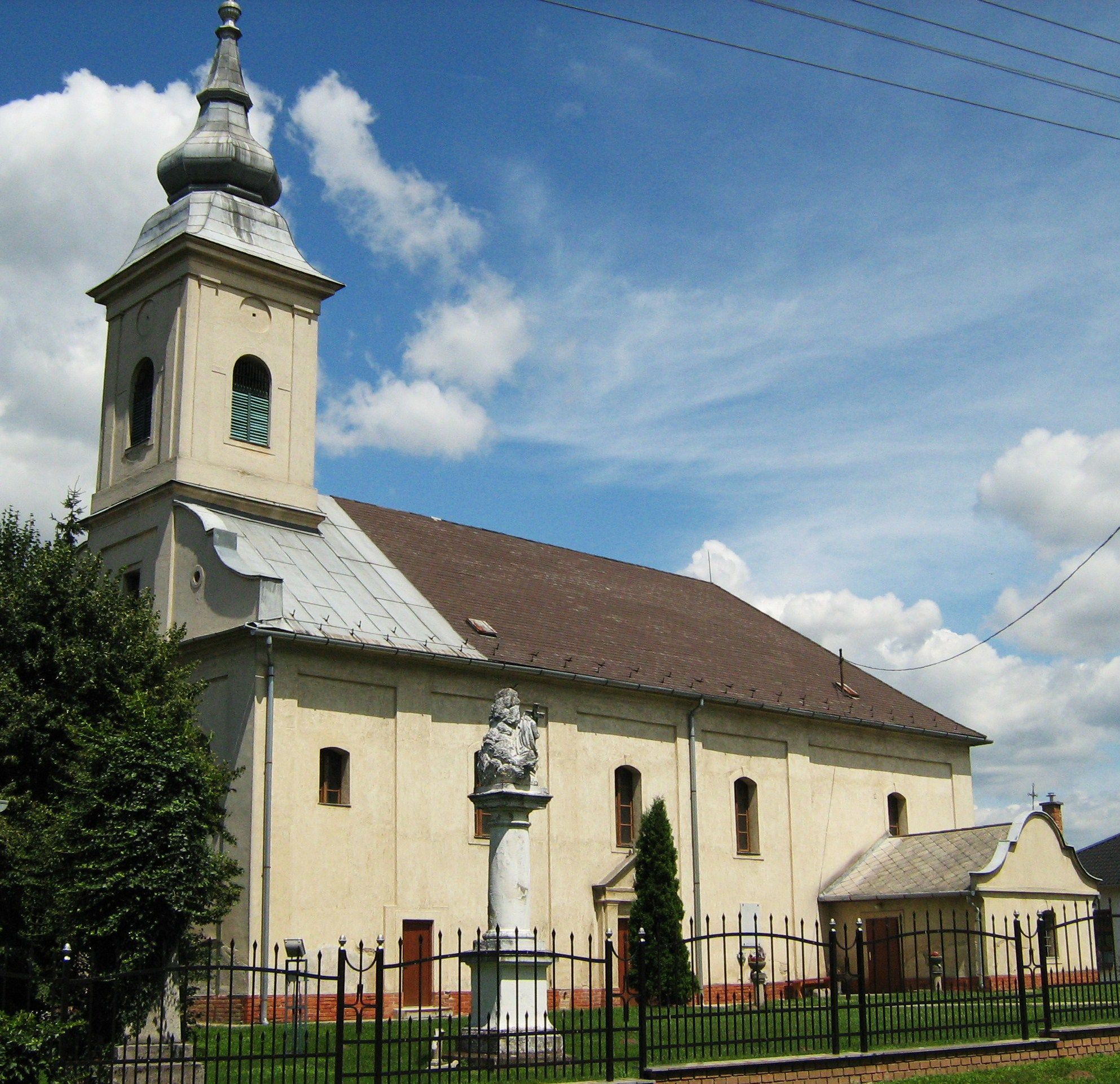
Tolmácsi katolikus templom

- Szent Lőrinc vértanúnak szentelt római katolikus templom
- volt Szentiványi-kastély
- Kálváriadomb (egykor itt állt a johanniták rendháza)
- Tolmácsi pincesor
- Emléktábla a második világháború áldozatairól a tolmácsi templom falán

## Itt születtek, itt éltek
- Edvi Illés Gizella (Tolmács, 1871-1944) - a Hunnia csipke megalkotója
- Edvi Illés Ödön (Tolmács, 1877. március 23. – Budapest 1946. június 5. Tolmácson a családi sírboltban van eltemetve - festőművész, a tudósportrék festője